# Cantó de Corcieux
El cantó de Corcieux és un cantó francès del departament dels Vosges, situat al districte de Saint-Dié-des-Vosges. Té 13 municipis i el cap és Corcieux.

## Municipis
- Arrentès-de-Corcieux
- Aumontzey
- Barbey-Seroux
- Champdray
- La Chapelle-devant-Bruyères
- Corcieux
- Gerbépal
- Granges-sur-Vologne
- Herpelmont
- La Houssière
- Jussarupt
- Rehaupal
- Vienville

## Història
| Data d'elecció                           | Identitat      | Partit                         | Qualitat |
| ---------------------------------------- | -------------- | ------------------------------ | -------- |
| 1945-1972                                | Jean Poirot    | Radical, després divers droite |          |
| 1972-1982                                | M. Homel       | PS                             |          |
| 1982-1988                                | Georges Gérard | Divers droite                  |          |
| 1988-                                    | Guy Martinache | Divers droite, després UMP     |          |
| les dades anteriors no són pas conegudes |                |                                |          |
|                                          |                |                                |          |

## Demografia
| A partir de 1990: Població sense dobles comptes |